# بلومود (لوئیزیانا)
بلومود (به انگلیسی: Bellwood) یک منطقهٔ مسکونی در ایالات متحده آمریکا است که در لوئیزیانا قرار دارد.